# Посёлок ХТЗ

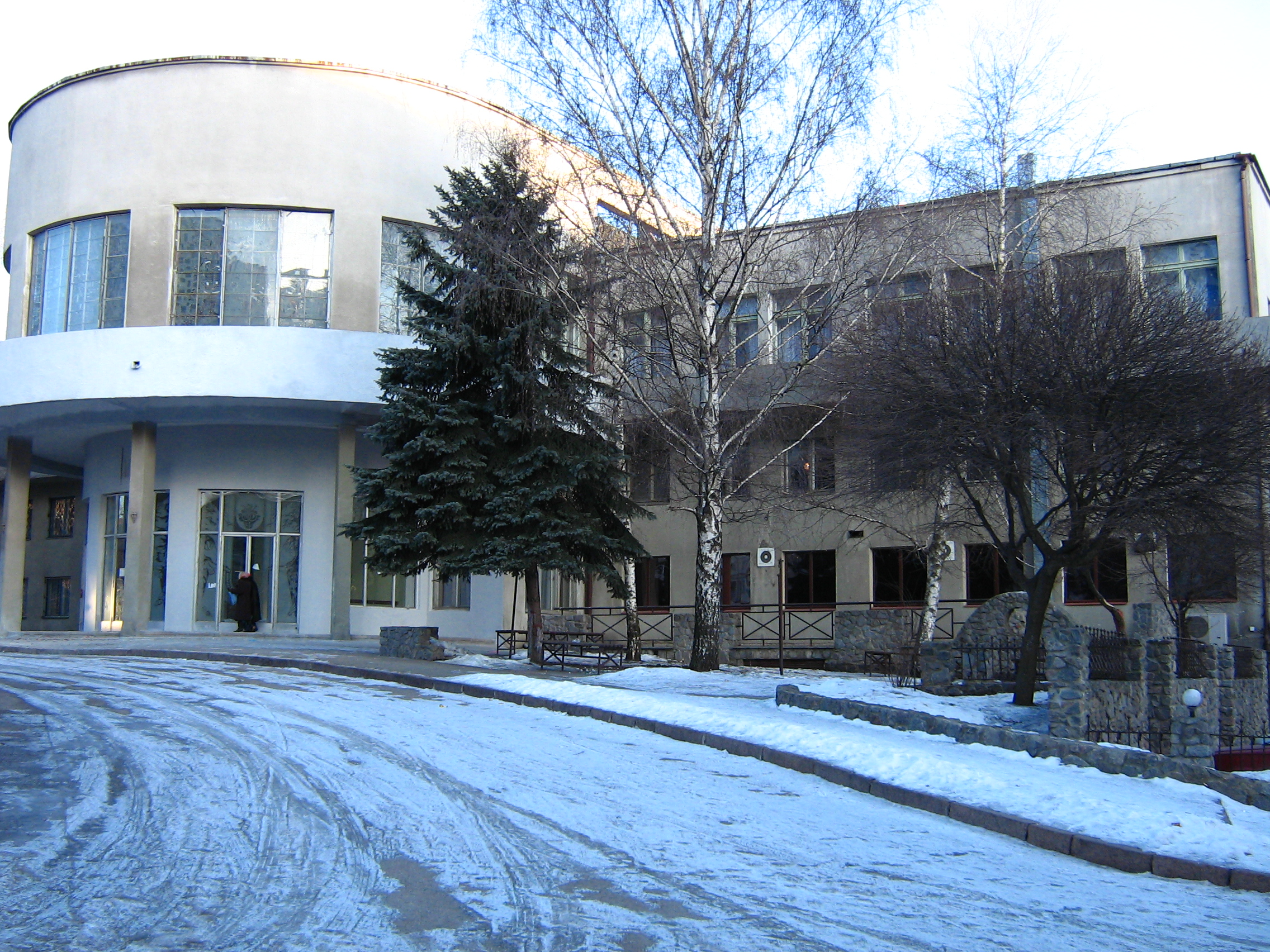
Дворец бракосочетаний, бывший клуб-столовая для рабочих

Район ХТЗ (ранее также «Соцгородок Новый Харьков») — исторический район города Харькова. Первоначально жилой массив комплексной застройки типа соцгород, построенный в Орджоникидзевском районе города и находящийся в восточной части Харькова. Включает в себя инфраструктуру, обеспечивающую быт и досуг людей и, как первоначально планировалось, персонала Харьковского тракторного завода (ХТЗ).
Соцгород проектировался «с нуля» и был призван воплотить собой город будущего, идеальную модель существования пролетариата, где все бытовые задачи, вплоть до приготовления еды, должны были решаться централизованно. От самого завода ХТЗ этот жилой массив отделён широкой зелёной полосой. Многие дворы домов буквально утопают в зелени. Здесь имеются два парка и несколько скверов: парк имени В. В. Маяковского, парк «Зелёный гай», Александровский сквер, Тракторозаводской сквер.
В проектных документах писали:
Соцгородок — это законченный организм, продуманный и рассчитанный от начала до конца… социалистические города строились с приближением к максимальному комфорту обслуживания населения при условии равенства этого обслуживания и исключения контраста роскоши и бедности

## История проектирования соцгородка

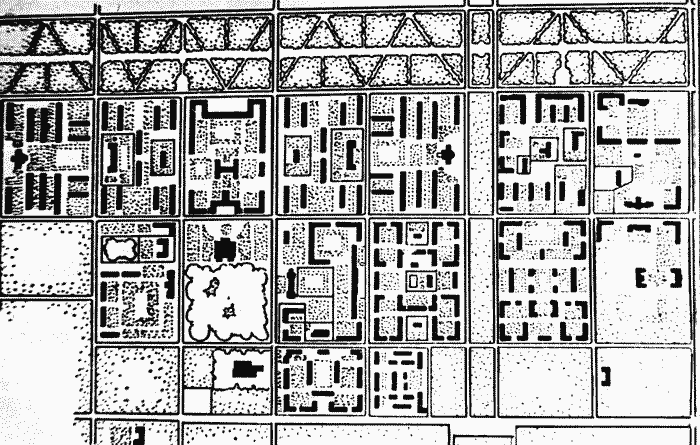
Схема застройки посёлка ХТЗ

Проект соцгородка «Новый Харьков» на 113 тыс. жителей был выполнен Проектно-конструкторским бюро при НКВД под руководством Павла Федотовича Алёшина. Заказ на работу поступил 27 декабря 1929 г. 28 марта 1930 г. был представлен эскизный проект посёлка ХТЗ, а в апреле того же года работы по проектированию были переданы в Харьковский филиал Государственного института проектирования городов Украины. Закладка посёлка прошла в мае 1930 года.
Несмотря на то, что проводившаяся в это время дискуссия о социалистическом расселении не могла не отразиться на ходе работы и «вызывала неоднократные изменения и улучшения даже законченных объектов», вся работа была выполнена в удивительно короткие сроки — за 40 дней. В апреле 1930 г. на съезде Горсоветов Украины по докладу наркома внутренних дел В. А. Балицкого было принято постановление ВУЦИК, в котором одобрялись основные установки строительства Нового Харькова. И, наконец, в 1931 году проект посёлка ХТЗ рассматривал председатель ВСНХ СССР Г. К. Орджоникидзе и признал его «в полной мере удовлетворяющим потребностям данного периода».

### Выбор места размещения посёлка ХТЗ

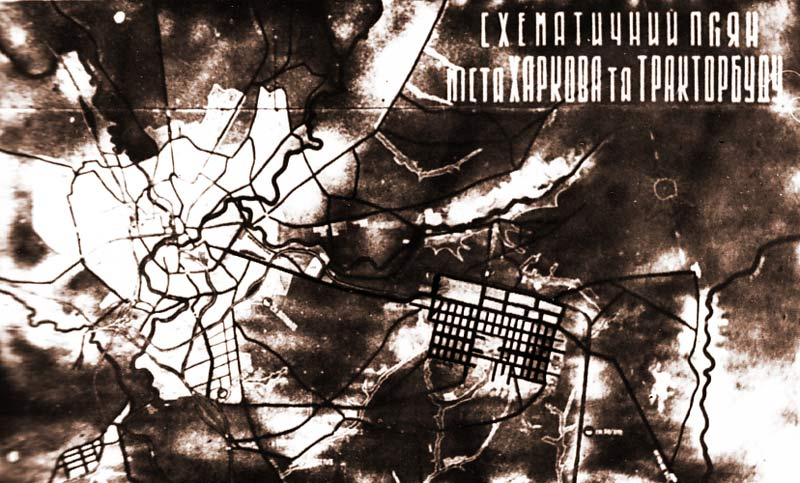
Схематический план Харькова и посёлка ХТЗ

Сжатые сроки не помешали градостроителям решить целый ряд сложных проблем. Одна из них состояла в выборе места для строительства посёлка и его «взаимоотношениях» со старым Харьковом. Основной посылкой при решении этого вопроса была необходимость обеспечить жильём и учреждениями культурно-бытового обслуживания рабочих и служащих тракторного завода, который предполагалось возвести на так называемой Лосевской площадке в 7 километрах на юго-восток от столицы. Авторы считали, что искать резервы для нового жилищного строительства на территории самого Харькова не следует, так как «задача реконструкции старого города на принципах новой застройки бесконечно сложнее нового строительства, не стесняемого существующими ценностями, с которыми приходится считаться».
Выбор стоял перед двумя территориями: на Салтовской площадке, прилегавшей к возвышенным восточным окраинам города, и в непосредственной близости от ХТЗ на Лосевской площадке на юге от предприятия. С точки зрения стоимости строительства оба участка были равнозначными, поэтому, во главу угла было поставлено решение транспортной проблемы. В первом варианте, как и в вариантах с использованием территории старого Харькова, возникали серьёзные трудности, при которых работающим пришлось бы ежедневно затрачивать на дорогу до двух часов. При принятии второго варианта «связь между новым и старым Харьковом представит собою уже рядовую задачу, будет лишена пикового характера».

### Роль соцгородка в развитии Харькова
Рассматривая вопрос о размещении нового строительства, авторы проекта (среди них — А. Л. Эйнгорн) не могли пройти мимо проблемы реконструкции Харькова. В настоящее время, указывают зодчие, основными факторами, которые стимулируют поиски новых форм при реконструкции старых городов, являются «болезни большого города» — транспортная проблема, связанная с ростом города, скученность населения, отрыв от природы, невозможность существующей организации города отвечать требованием нового быта.
Планировочная схема Харькова представляла собой типичный образец централизованной системы, при которой один сильно развитый центр подчинил себе всю территорию города. Поэтому авторы посёлка считали необходимым проводить реконструкцию Харькова на основе следующих принципиальных положений:
- полного развития районирования городских территорий на принципах специализации района;
- установления множественности — районов одноимённого значения;
- создания целой сети местных центров, являющихся, с одной стороны, местами приложения труда, с другой — деловыми и культурно-просветительными центрами, тем самым концентрирующими вокруг себя население и отвлекающими от главного центра население и движение.

Проектируемый посёлок при этом трактовался градостроителями именно как такой крупный местный центр.
Стремление авторов проекта не только предложить место для размещения соцгорода и разработать проект его планировки и определить возможную связь и степень воздействия посёлка на градостроительную структуру Харькова, но и даже предложить некоторые идеи для решения более общей задачи — реконструкции старого города — можно расценить как важную методологическую посылку социалистического проектирования, при которой учитывалась взаимосвязанность всех звеньев систем «город — район — квартал — жилая ячейка».

### Новый Харьков как социалистический город
Другой, не менее важной проблемой, поставленной перед проектировщиками, был вопрос о сущности города новой эпохи. Они пишут: «Города проектируются одновременно с промышленной базой, являющейся их основой, они призваны обслужить определённую отрасль промышленности, сдуманный и рассчитанный от начала до конца. Свободное распоряжение земельным фондом, на который нет частной собировке наших городов. Государственное, а не частное проектирование и строительство жилых комплексов также является гарантией продуманности всего композиционного плана … социалистические города строятся с приближением к максимальному комфорту обслуживания населения при условии равенства этого обслуживания и исключения контраста роскоши и бедности».
В «Задании на составление общего проекта планировки и застройки социалистического поседения при Харьковском тракторном заводе» авторы формулируют основное требование к новому городу, выстроенному на полном обобществлении бытовых функций и коллективизации общественной жизни: «Поселение должно всей своей планировкой обеспечить наиболее лёгкую перестройку социалистического быта в коммунистический», что с архитектурной точки зрения требует чёткой дифференциации в пространстве различных предприятий культурно-бытового обслуживания «с максимальной их связанностью и взаимопроникновением».

## Градостроительные и архитектурные особенности района

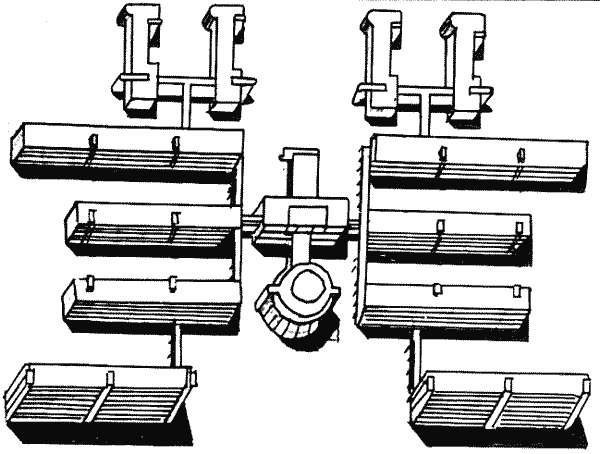
Перспективный вид жилкомбината на ХТЗ

Для расселения необходимого числа жителей предусматривалось создать на первых порах 36 жилых комбинатов с населением в 2730 человек в каждом. Выбор этой цифры не случаен. Градостроители проанализировали ряд проектов жилкомбинатов, созданных в те же годы — для Сталинграда, Магнитогорска и других новых городов. Численность населения в них колебалась в пределах 2500 человек. Принимая за основу положение о том, что каждый жилой комплекс должен иметь все первичные элементы обслуживания, а интересы детей являются главенствующими, «вопрос о размере населения жилкомплекса решается исходя из численности детского населения и нормального состава школы в 280 человек. Этим определяется общее количество населения жилкомбината…».
Именно организация культурно-бытового обслуживания стала тем краеугольным камнем, которой предопределил все планировочное решение соцгорода — «каждый жилкомбинат требует одной школы-семилетки, здания ясель и два детских сада. Эти пять элементов являются необходимыми составными частями каждого жилого комплекса». Исходя из этого, для размещения жилых комплексов были выбраны наиболее спокойные с точки зрения рельефа участки размерам 350 на 256 метров. При этой была использована строчная схема застройки: «город не знает дворов и порывает с традицией растягивания жилых строений вдоль городских улиц». Большинство сооружений ориентировано продольной стороной перпендикулярно Чугуевскому шоссе под углом 26° по отношению к меридиану. Такая ориентация явилась оптимальной и по отношению к господствующим ветрам, и для создания наилучших условий инсоляции.

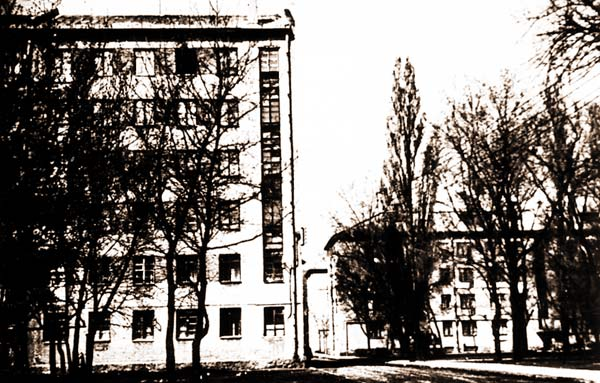
Сочетание зданий различной этажности

Авторы сознавали, что «строгость, с которой предлагаемый проект следует требованиям санитарного благополучия будущего населения … создаёт некоторую монотонность планировки, компенсируемую, впрочем, архитектурно-художественным оформлением как города в целом, так и его отдельных архитектурных моментов». Так, для создания большего разнообразия в решении композиции отдельных жилкомплексов, зодчие разрабатывают четыре варианта планировочного решения кварталов в зависимости от их местонахождения. Кроме того, здания, из которых складывается тот или иной жилой комбинат, располагаются на различном расстоянии от красной линии, с помощью чего создаются озеленённые курдонеры. Таким образом, с помощью непрерывных полос зелёных насаждений (по проекту предусматривалось 20 м2 зелени на одного жителя) центральная масть жилкомбинатов связана с их периферией, а все внутриквартальные пространства связаны друг с другом.

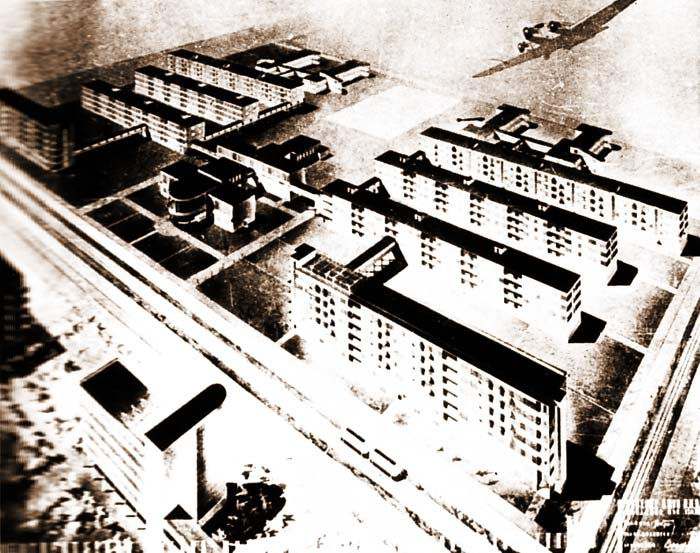
Аксонометрия жилкомбината

Ещё один художественный приём, мастерски используемой авторами, касался поисков новых принципов формообразования в масштабе целого градостроительного образования. В соцгороде «Новый Харьков» одним из основных композиционных приёмов стало контрастное сочетание зданий различной этажности: общественные сооружения проектировались высотой в 1-2 этажа, жилые дома — 4 и 7 этажей. Все они на уровне второго этажа по проекту объединялись крытым переходом, что, кроме создания комфортабельных условий для обитателей, позволяло рассматривать разноэтажные объёмы на территории квартала в виде единого целого. Правда, в конечном счёте от крытых переходов отказались по причине недофинансирования строительства.
Ярким примером такой планировки является дом № 20 как по улице Мира, так и по параллельной ей улице Библика. Он занимает целый квартал, в нём размещены все объекты, требующиеся для нормального существования (аптека, магазины). Дом — абсолютно самодостаточный.
Проект должен был воплощать передовые в то время градостроительные идеи: чёткое разграничение промышленных и жилых кварталов. Достигали этого размещением между ними зелёной зоны. В кварталах свободно располагались блоки построек. Не было каменных колодцев-дворов.

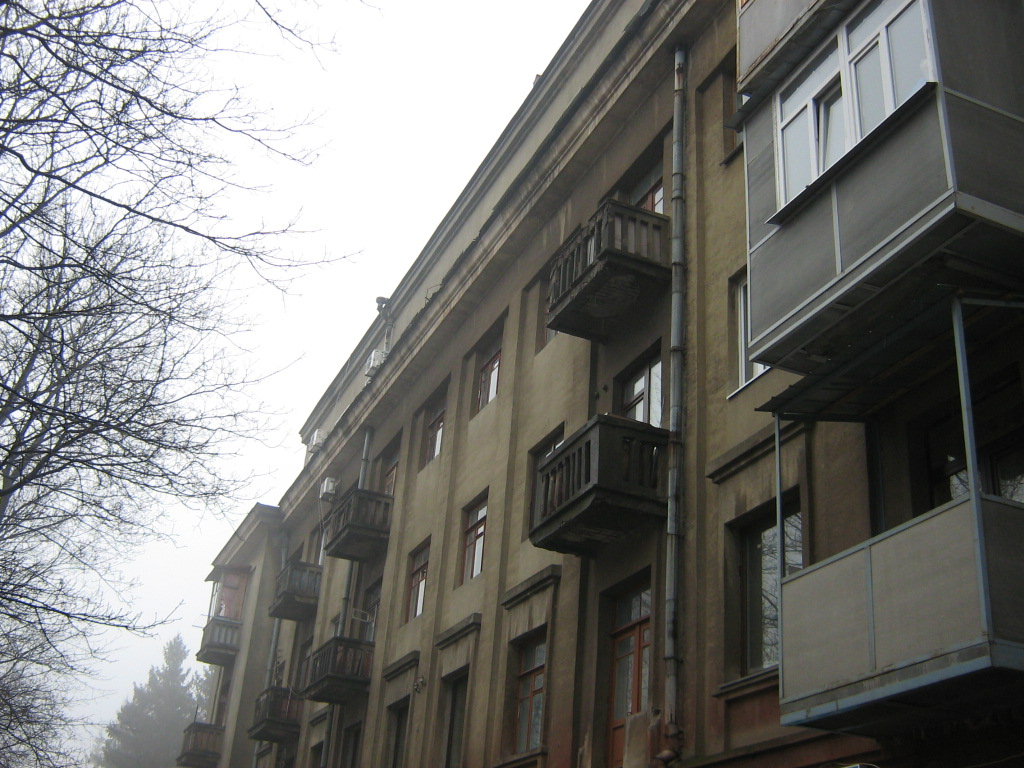
Жилой дом по ул. Мира, 20

Существенным отличием нового проекта стало равномерное размещение в жилых кварталах детских садов и ясель, прочих учреждений бытового и культурного обслуживания населения. Кроме того, рельеф благоприятствовал прямолинейному расположению почти параллельных между собой Чугуевского шоссе и Балашовской железной дороги. В 1939 году вместо старого шоссе построили прямую автомобильную дорогу через зелёную зону (продолжение проспекта Героев Харькова). К тому же начались масштабные работы по перестройке всей зелёной зоны между жилыми кварталами и промышленными предприятиями в общественный парк. Сейчас он называется «Зелёный гай» и давно стал излюбленным местом отдыха многих жителей района.
Немалую роль в создании неповторимого облика соцгорода сыграло использование особенностей ландшафта. Например, в овражистой части поселения был запроектирован парк культуры и отдыха, а также больница, санаторий и дом отдыха. В центре посёлка, где наблюдалось некоторое понижение рельефа, градостроители предложили создать административно-культурный центр. Этот участок площадью около 4 гектар решён в виде открытого амфитеатра «как центр, как аудитория, как место больших собраний всего населения города» с возможностью разместить здесь 40-60 тысяч человек. Проектом предусматривалось соорудить тут здания горсовета, театра, многофункциональный дом для собраний, Дворец культуры и Дворец труда, Дом прессы, Дом почты и телеграфа, здание радиотеатра, Дворец физкультуры и стадион. Центральную зелёную полосу, идущую параллельно Чугуевскому шоссе и решённую в виде бульвара, предлагалось застроить зданиями гостиниц, а также музея и кинотеатра. На вторую очередь намечалось строительство зданий оперного театра, детского клуба, планетария и ряда других учреждений.

## Достопримечательности

### Дворец бракосочетаний
Дворец бракосочетаний, бывший клуб-столовая для рабочих ХТЗ, расположенный по пер. Мира, 3. Архитекторы — А. Э. Аль и А. И. Тарусов. Здание построено в стиле конструктивизма. После реконструкции, выполненной по проекту архитектора И. А. Данильченко и художника Ю. И. Самохвалова, здание сохранило прежний облик. Интерьеры приобрели торжественный вид (худ. В. А. Купцевич, Е. М. Хобачев, С. Е. Лунев, В. С. Нестеров). Автором витражей является художник И. П. Мицкевичюте.

### Дом культуры ХТЗ
Дворец культуры ХТЗ (арх. Ф. М. Коваленко, Э. Н. Бельман при участии арх. И. П. Самохвалова, 1966—1968) построен по переработанному типовому проекту, который позже получил широкое применение в других городах Украины. Трёхэтажное сооружение имеет большое двухъярусное главное фойе, вместительный театральный зал с развитой сценической частью, кинозал и разнообразный набор помещений для клубной работы. Со вкусом оформлены интерьеры Дворца.

### 88-я харьковская школа
1932 г. — в бараках в Южном посёлке была открыта неполная школа № 88.
Первый директор школы — Новицкий Михаил Антонович.
1936 г. — на базе семилетки основана средняя школа № 88.
1938—1941 гг. — в школе работает учителем географии А. Г. Зубарев.
1941 г., октябрь — школа временно прекратила свою работу.
1944—1949 гг. — школа работает в помещении школы № 113.
До 1953 г. — женская школа. Директор — заслуженный учитель Украины Жданова Мария Фёдоровна.
С 1954 г. — имеет статус средней школы, в ней начали учиться ребята. В сорока классах обучалось более 1600 учащихся. Это крупнейшая по количеству учащихся школа района.
1961 г. — школа вновь становится восьмилетней.
22 августа 1963 г. — школе было присвоено имя Героя Советского Союза А. Г. Зубарева.
19 мая 1964 г. — в школе был открыт музей А. Г. Зубарева.
1966 г. — в честь тридцатилетия школы был установлен памятник А. Г. Зубарева (скульптор В. А. Агибалов).
1967—1968 гг. — школе вернули статус средней.
С 1972—2000 гг. — школу возглавляла Малюга Любовь Сергеевна.
2000 г. — создана детская организация «Республика ШКиЗ».
2002 г. — школу возглавляет Пухлий Валентина Андреевна.

### Больница № 25
Долгое время больница № 25 носила название Медико-санитарной части ХТЗ. МСЧ ХТЗ состояла из нескольких корпусов, построенных в стиле раннего монументального неоклассицизма. Здания и по сей день украшены портиками, карнизами, рустом. Однако внешний декор находится в плачевном состоянии. В 1970-х годах практически на территории завода построено новое поликлиническое отделение. Цеховые терапевты принимали работников завода фактически на рабочем месте. В 1980-х годах близ неоклассических корпусов МСЧ ХТЗ возведено новое здание стационара в форме трилистника, однако перевод в него отделений не был произведён. В 2004—2006 годах это здание было достроено как жилой дом. После обретения Украиной независимости и экономического упадка МСЧ ХТЗ переподчинена из ведомственного в городское управление и окончательно обрела название Харьковской городской клинической больницы № 25. Сейчас в составе больницы есть терапевтическое, неврологическое, кардиологическое, инфарктное, хирургическое, оториноларингологическое, онкологическое и гематологическое отделения. На базе ХГКБ № 25 функционирует несколько кафедр ХМАПО, в том числе кафедра терапии и кафедра хирургии. Новое здание стационара было перепроектировано в жилой дом. Поликлиника МСЧ ХТЗ из-за дефицита финансирования оказывает крайне сокращённый объём медицинской помощи.

### Жилой дом по ул. Библика, 19
Жилой дом. Построен в 1954 г. Архитектор Маторин А. Д. В средней его части первоначально размещался Детский клуб ХТЗ (в 1992 году переименован в Детский дворец культуры ХТЗ).

### Дворец пионеров ХТЗ
Здание изначально было запроектировано из трёх блоков: четырёхэтажного корпуса с обсерваторией, театрального и спортивного корпусов (последние два так и не были построены). Лаконичный прямоугольный объём главного корпуса с большими оконными проёмами, разделённый на всю высоту здания узкими полосами, замыкает перспективу Индустриального проспекта. Вход в здание подчёркивает далеко выступающий вперёд наклонный железобетонный козырёк. Над Дворцом, оживляя его лаконичный облик, возвышается смещённая от центральной оси башенка обсерватории с куполом эллиптической формы.

### Виды основных достопримечательностей

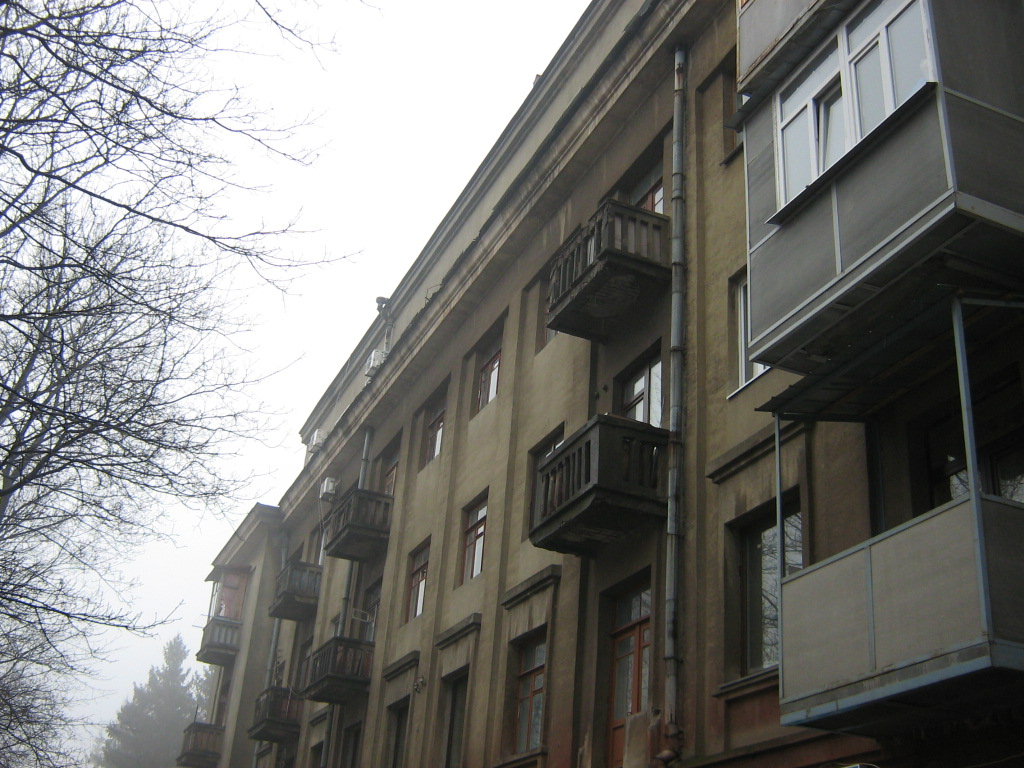
Жилое здание в посёлке ХТЗ, на первом этаже расположены магазины, аптеки и библиотека
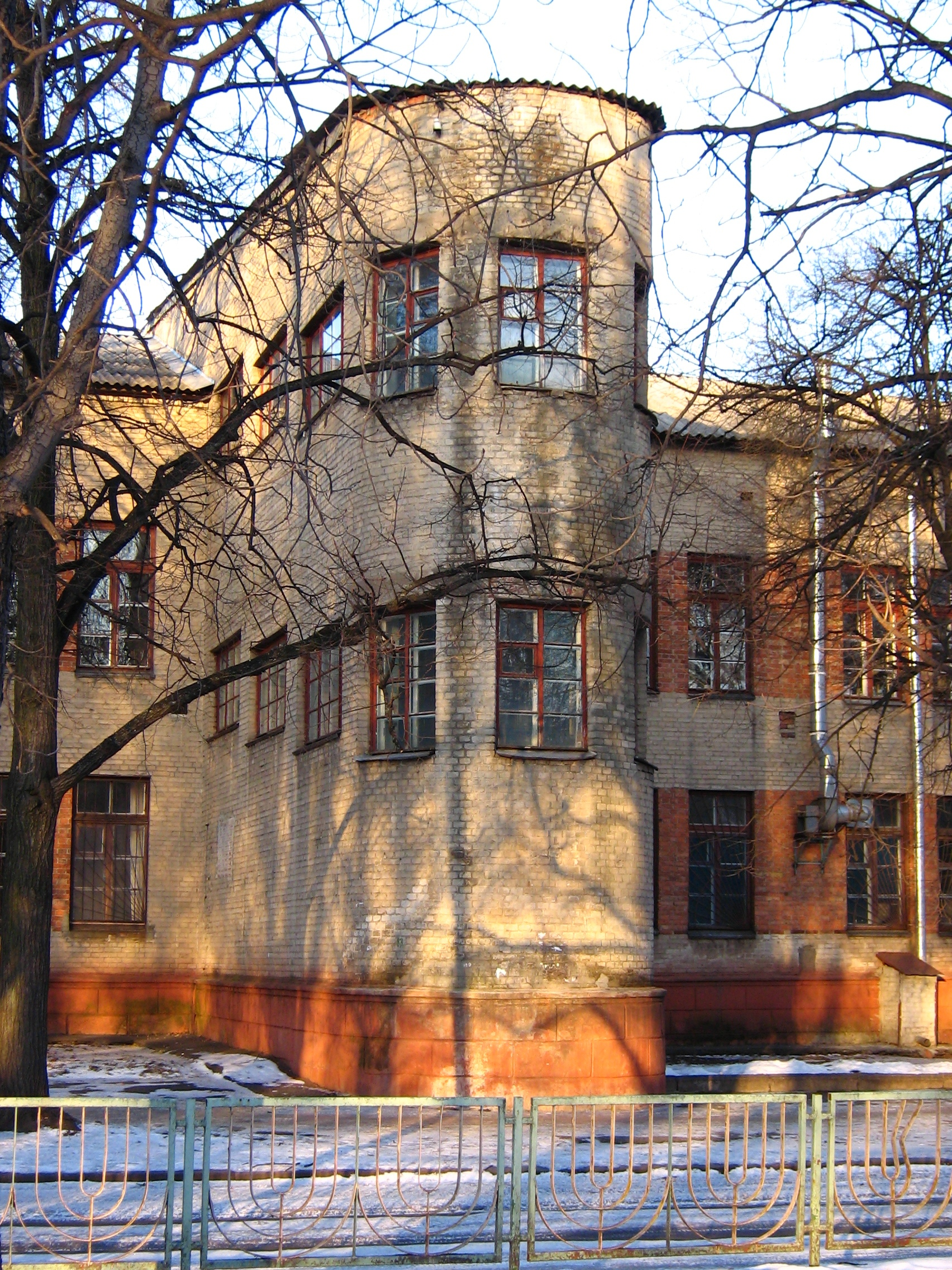
Здание санэпидемстанции, ранее — детский сад для детей рабочих ХТЗ
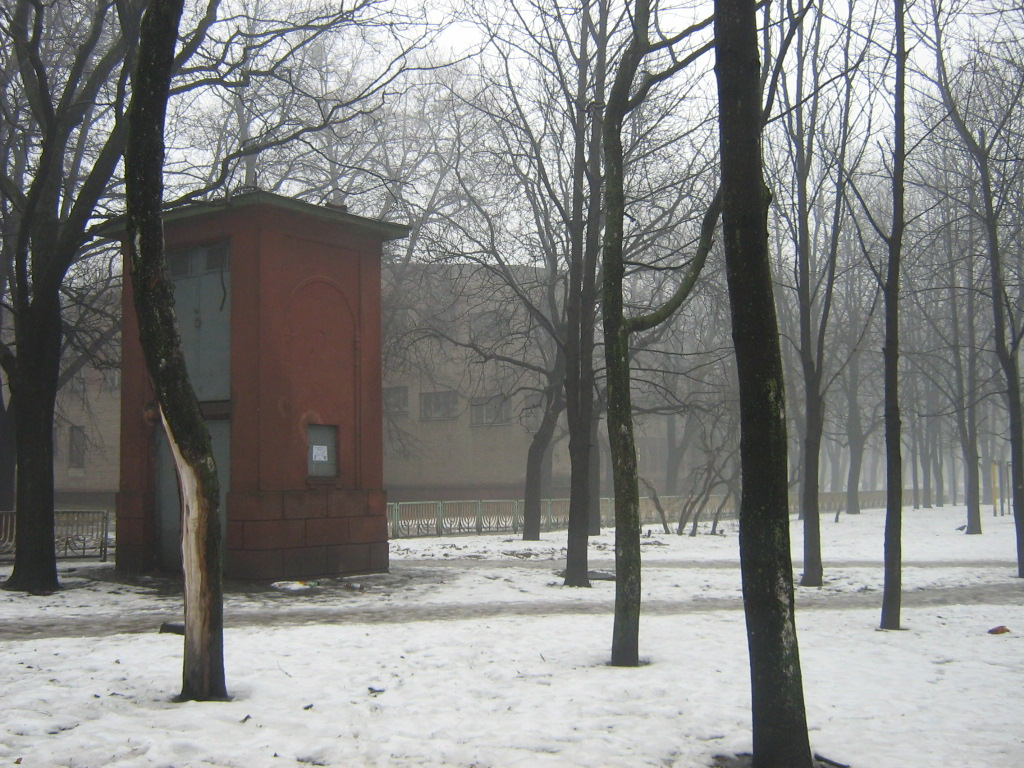
Трансформаторная будка в парке посреди посёлка ХТЗ, построенная в виде башенки
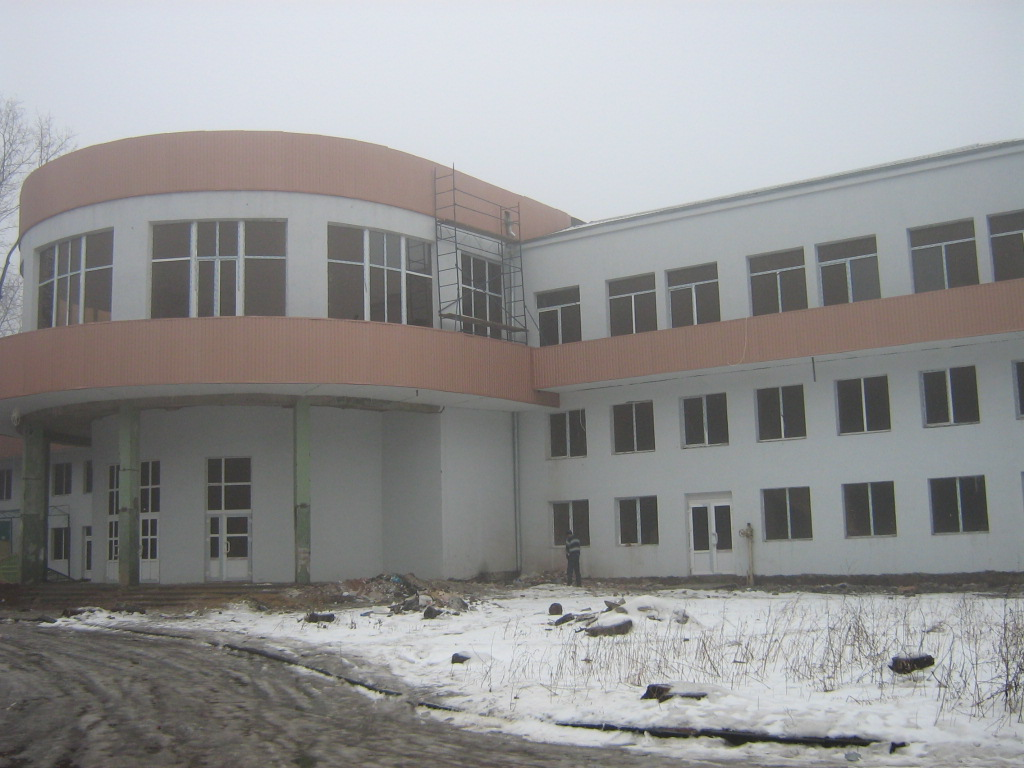
Вторая столовая-близнец для рабочих ХТЗ
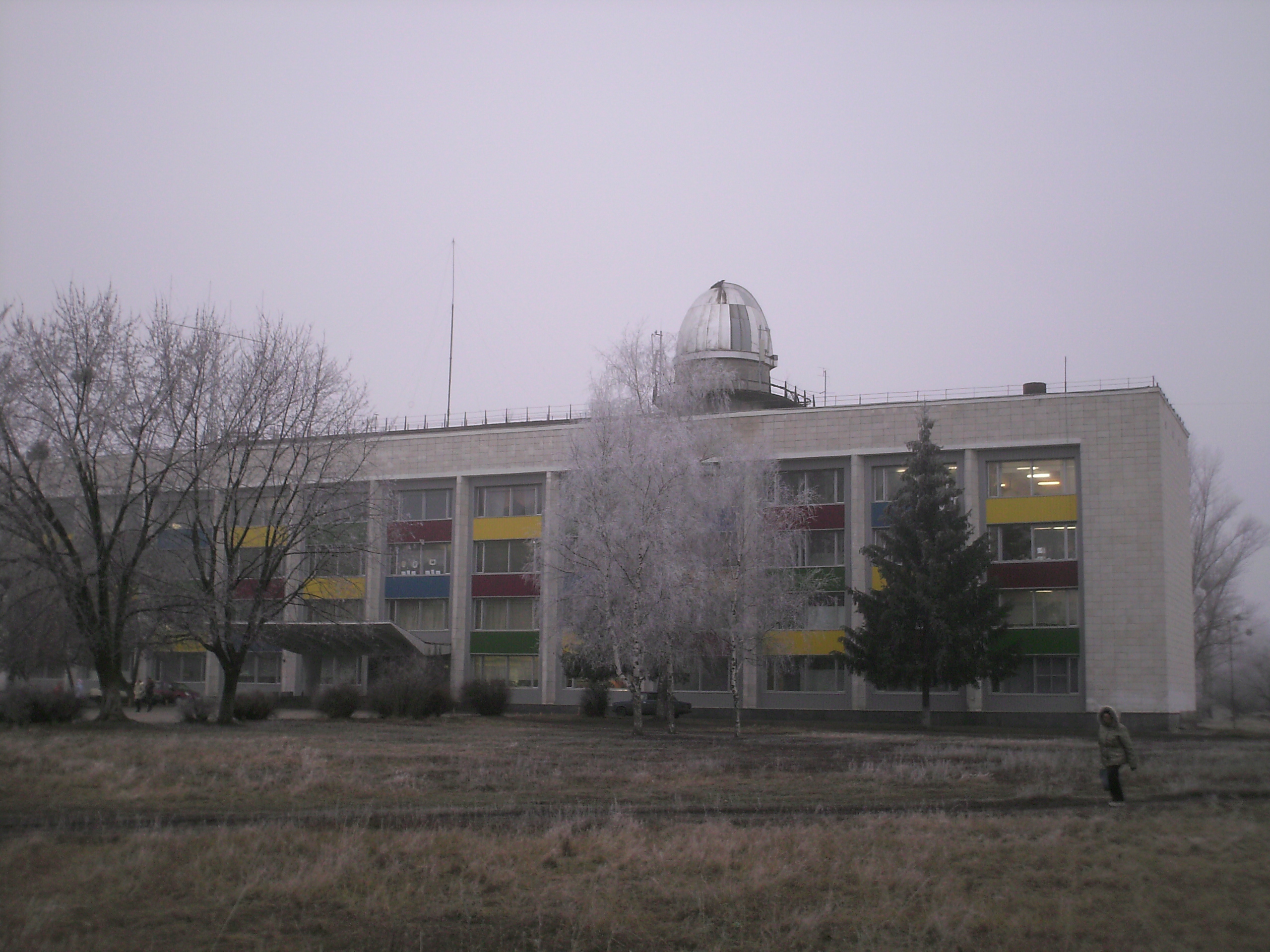
Дом Пионеров на просп. Александровском
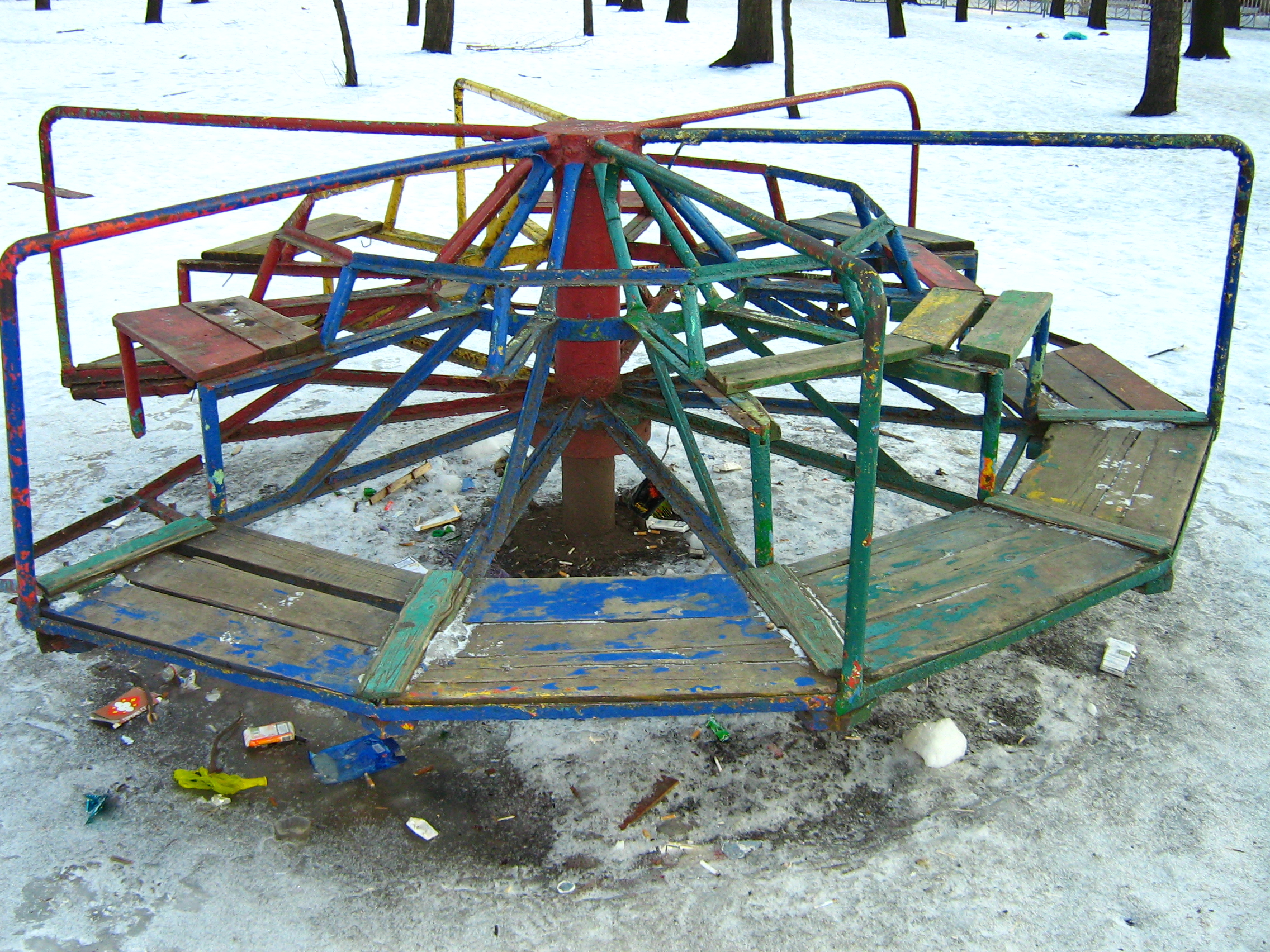
Старинная карусель, созданная в 30-е годы для посёлка ХТЗ.
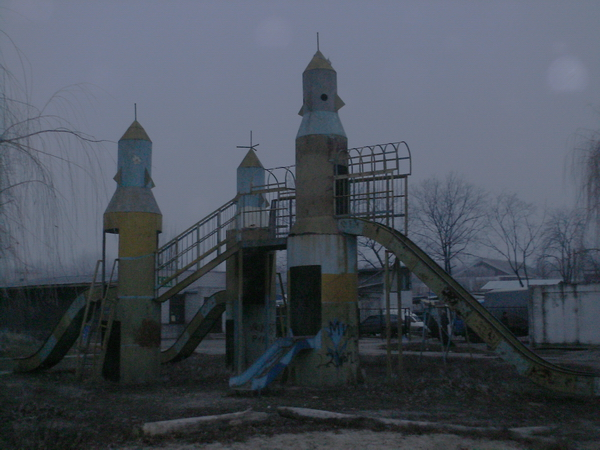
Детская горка
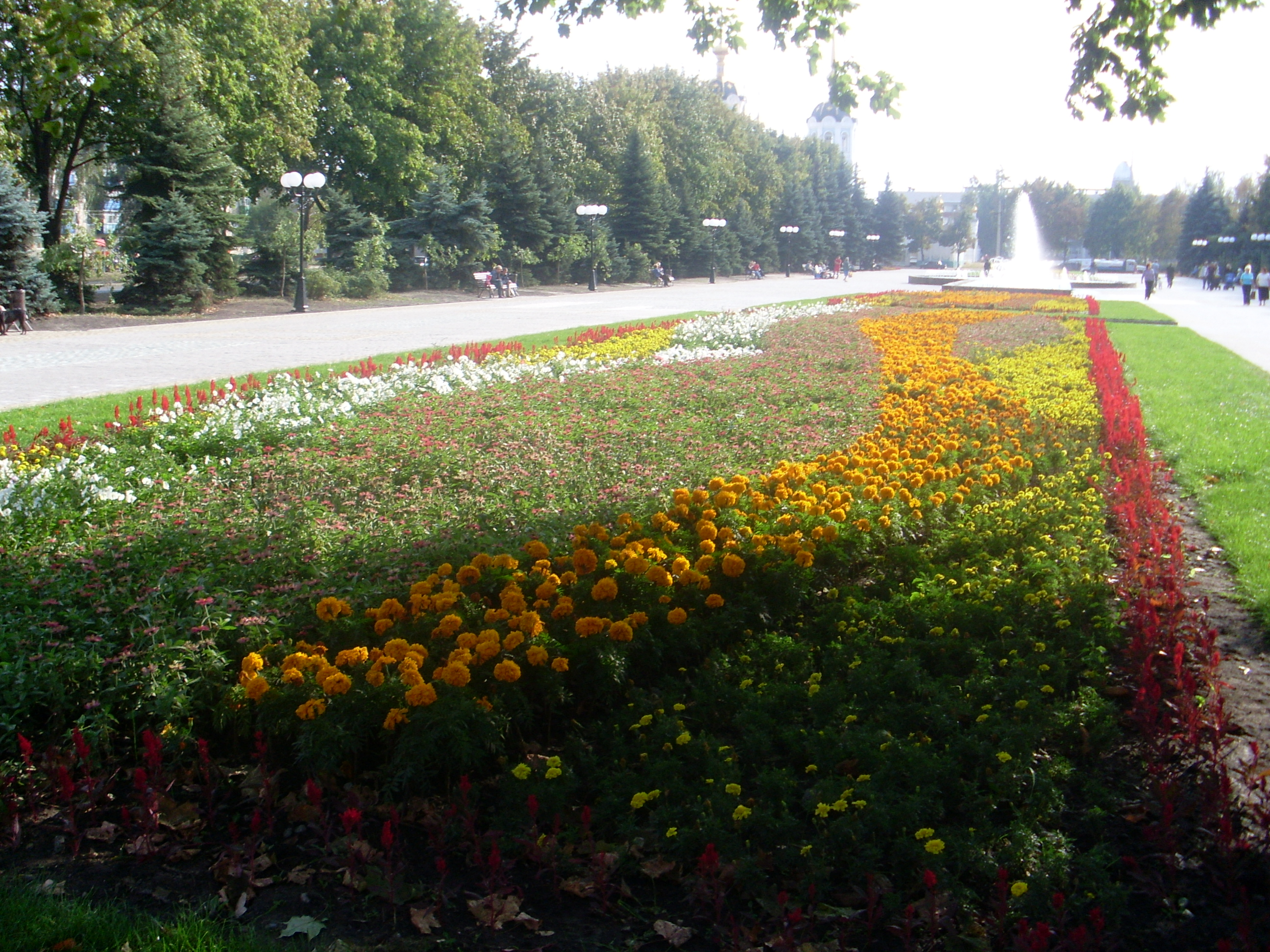
Центральная аллея Александровского сквера, в районе перекрёстка проспектов Александровский и Индустриальный
Макет первого трактора ХТЗ (СХТЗ 15/30) в Тракторозаводском сквере
Памятный знак на месте еврейского гетто, перекрёсток Московского проспекта и ул. 12 Апреля
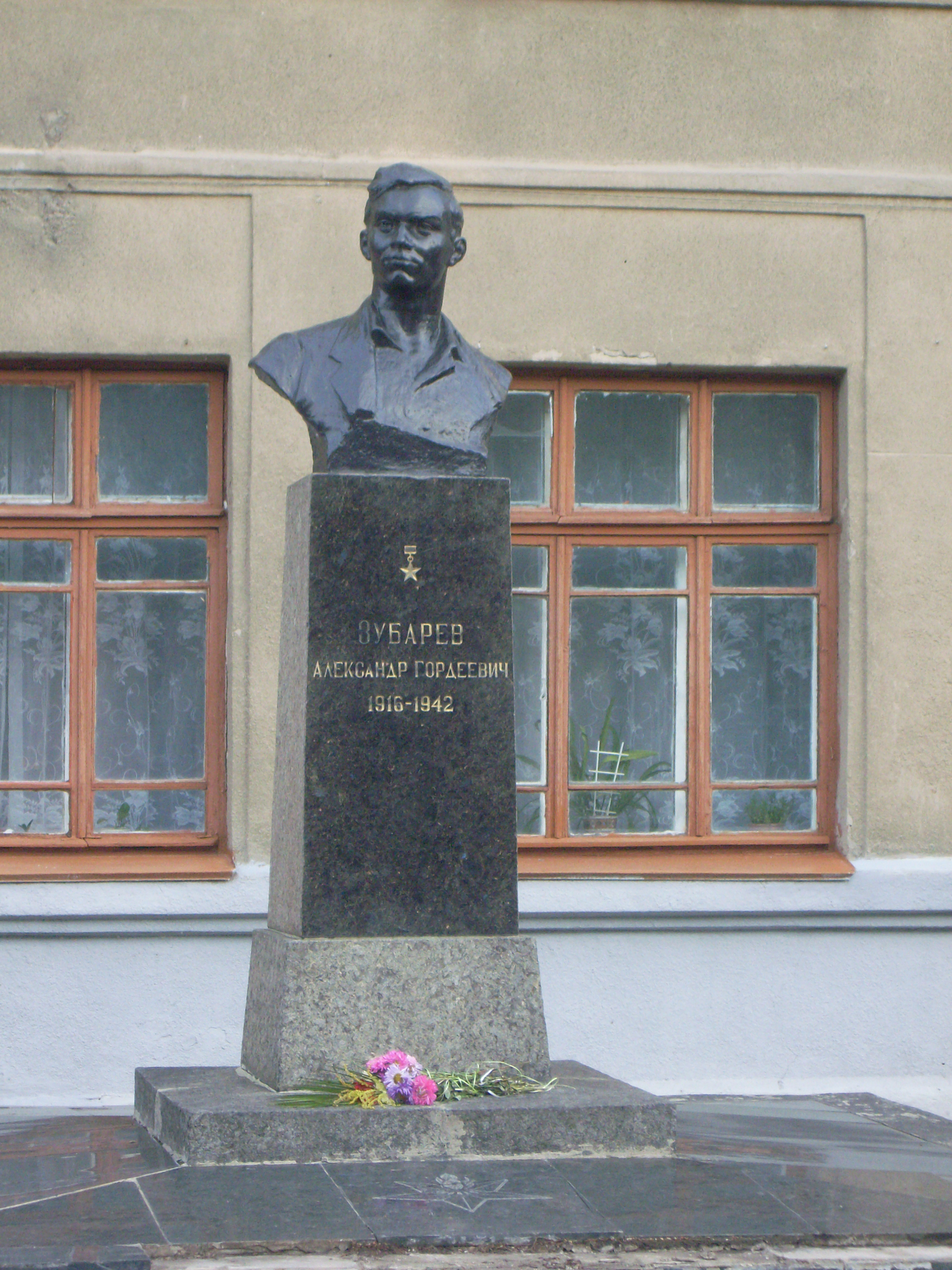
Памятник Александру Зубареву, подпольщику, действовавшему во время немецкой оккупации Харькова

## Транспортное сообщение

### Общая информация
Основные транспортные узлы района — это станции метро «имени А. С. Масельского», «Тракторный завод» и «Индустриальная», пересечение проспекта Александровского и проспекта Архитектора Алёшина, рынок ХТЗ. Район ХТЗ связан с другими районами города прежде всего посредством метрополитена, а также многочисленных автобусных, троллейбусных и трамвайных маршрутов. Основная функция местного общественного транспорта — подвоз населения к метро либо к остановкам, на которых можно пересесть на троллейбусы и автобусы, идущие в другие районы Харькова. Поэтому основной объём местных пассажирских перевозок приходится на транспортные артерии, связывающие проспект Героев Харькова (здесь расположены ближайшие станции метро) и проспект Александровский (здесь проходят автобусные и троллейбусные маршруты, связывающие ХТЗ с проспектом Гагарина, районом улицы Одесской, Основой, Новыми Домами, Роганью, Горизонтом и другими): проспект Архитектора Алёшина, проспект Индустриальный, улицу 12 Апреля.

### Маршруты общественного транспорта, проходящие через ХТЗ

#### Троллейбус
- № 3. Улица Университетская — Проспект Гагарина — Проспект Героев Сталинграда — Проспект Александровский — Проспект Индустриальный (туда) —Улица 12 Апреля (обратно).[9] Соединяет ХТЗ с Новыми Домами, районом улицы Одесской, проспектом Гагарина, центральной частью города.
- № 7. Улица 12 Апреля — Проспект Героев Харькова — Улица Плиточная — Посёлок Восточный (улица Шариковая).[10] Соединяет ХТЗ посёлком Восточным. Используется жителями улицы Шариковой для подъезда к станции метро «Индустриальная» и пересадки на троллейбусы № 3, № 36.
- № 36. Станция метро «Армейская» — Бульвар Богдана Хмельницкого (туда) / Улица Танкопия + Улица Ощепкова (обратно) — Проспект Александровский — Проспект Индустриальный (туда) —Улица 12 Апреля (обратно).[11] Соединяет ХТЗ с Новыми Домами. На участке от пересечения проспекта Александровсом и бульвара Богдана Хмельницкого дублирует троллейбус № 3. На маршруте работает 2 троллейбуса. Маршрут действует только в час-пик.
- № 45. Улица 12 Апреля — Проспект Героев Харькова — Улица Роганская — Улица Зубарева.[12] Соединяет ХТЗ с Роганским жилмассивом.
- № 46. Улица 12 Апреля — Проспект Героев Харькова — Бульвар Грицевца — Микрорайон «Горизонт».[13] Соединяет ХТЗ с микрорайонами «Солнечный», «Горизонт».

#### Трамвай
- № 23. Салтовская (Улица Льва Толстого) — Проспект Тракторостроителей — улица Лосевская — Юго-Восточная (Плиточный завод).[14] Соединяет ХТЗ с Салтовкой.
- № 26. ст. «Юго-Восточная» — улица Лосевская — проспект Тракторостроителей — улица Героев Труда — улица Шевченко — ул. Матюшенко — улица Веснина — пакр им. Горького. Связывает ХТЗ с центром города (центральный парк культуры и отдыха им. Горького и центральной улицей города — Сумской). Практически полностью дублирует маршрут № 23

#### Автобус
- № 5э. Станция метро «Проспект Гагарина» — Проспект Гагарина — Проспект Героев Сталинграда — Проспект Александровский — Рынок ХТЗ[15]. Связывает ХТЗ с Новыми Домами, проспектом Гагарина, районом улицы Одесской. На всём протяжении дублируется маршрутами автобуса № 147э и 304э, маршрутом троллейбуса № 3. Пассажиров, пользующихся данным маршрутом, привлекают адекватные интервалы в любое время суток (в час-пик — около 3 минут), а также время работы маршрута (последние автобусы отправляются с конечных в 2 часа ночи).
- № 9. Улица Довженко — Улица Механизаторов — Улица Северина Потоцкого (туда) / Улица Генерала Момота + Улица Луи Пастера (обратно) — Проспект Александровкий — Проспект Индустриальный (туда) / Улица 12 Апреля (обратно) — Проспект Героев Харькова — Улица Плиточная — Улица Шариковая — Улица Пятихатская — Улица Роганская[16].
- № 15э. Станция метро «Академика Барабашова» — Улица Амурская — Улица Тюринская — Проспект Героев Харькова — Проспект Льва Ландау — Улица Олимпийская — Проспект Петра Григоренко — Улица Танкопия — Бульвар Богдана Хмельницкого — Улица Маршала Рыбалко — Улица Библика.[17] Маршрут связывает ХТЗ с Новыми Домами (улица Танкопия, проспект Петра Григоренко, улица Олимпийская) и рынком у станции метро «Академика Барабашова». Маршрут не пользуется популярностью у жителей района из-за очень больших интервалов в любое время суток.
- № 42э. Станция метро «Тракторный завод» — Проспект Индустриальный — Проспект Александровский — Улица 12 Апреля — Улица Днестровская — Улица Молодёжная — Улица Луи Пастера — Улица Грицевца (правая сторона) — Улица Зубарева — Улица Зубарева (дом № 47)[18] Связывает ХТЗ с Роганью.
- № 64э. Станция метро «Тракторный завод» — Проспект Архитектора Алёшина — Улица Луи Пастера — Улица Днестровская.[19] Маршрут используется для внутрирайонных пассажирских перевозок.
- № 102э. Основа (Основянское озеро) — Улица Достоевского — Улица Валдайская — Улица Деповская — Улица Южнопроектная — Проспект Гагарина — Проспект Героев Сталинграда — Проспект Льва Ландау — Улица Олимпийская — Проспект Петра Григоренко — Проспект Героев Харькова — Бульвар Богдана Хмельницкого — Проспект Александровский — Рынок ХТЗ.[20] Связывает ХТЗ с районами Основы, улицы Одесской и Новых Домов. Маршрут появился в апреле 2006 г. и сразу привлёк внимание пассажиров своей необычной трассой. Интервалы движения приемлемые. Активно используется жителями района при поездках в районы станций метро «Армейская», «Дворец Спорта», Дворца спорта, улицы Олимпийской, проспекта Льва Ландау.
- № 105э станция метро «им. А. С. Масельского» — просп. Тракторостроителей — Салтовское шоссе — улица Межрайонная — улица Корчагинцев — просп. Тракторостроителей — метро «Им. А. С. Масельского». Связывает северные микрорайоны ХТЗ с Салтовкой — 601, 602, 624, 625, 626 микрорайонами. Кольцевой маршрут
- № 147э. Улица Университетская — Улица Кузнечная + Переулок Лопатинский + Переулок Соляниковский (туда) / Улица Гамарника + Улица Кузнечная (обратно) — Проспект Гагарина — Улица Одесская — Проспект Героев Сталинграда — 28-й микрорайон — Инфекционная больница — Проспект Александровсий — 25-я больница — Проспект Индустриальный (туда) / Улица 12 Апреля (обратно) — Проспект Героев Харькова — Бульвар Грицевца — Микрорайон «Горизонт».[21] Выполняет функции, характерные для троллейбусных маршрутов № 3, 46, поскольку полностью его дублирует. В то же время автобус выгодно отличается тем, что не разворачивается в районе улицы 12 Апреля, а едет до микрорайона «Горизонт», благодаря чему жители ХТЗ могут без пересадок добраться до района станции метро «Индустриальная» и микрорайона «Горизонт».
- № 204э. Улица Командарма Уборевича (Льва Толстого) — Проспект Тракторостроителей — Улица Лосевская — Проспект Архитектора Алёшина — Улица Библика — Парк отдыха «Зелёный Гай».[22] Связывает ХТЗ с Салтовкой, дублируя практически на всём протяжении трамвайный маршрут № 23.
- № 213э Харьков Транспортный станция метро «Индустриальная» — улица Мира — улица 12 Апреля (обратно — просп. Индустриальный) — просп. Александровсий — рынок ХТЗ — 25 Больница — Бульвар Богдана Хмельницкого — Стадион ХТЗ — Проспект Героев Харькова — Лосевский путепровод — Улица Лосевская — проспект Тракторостроителей — улица Краснодарская — просп. Льва Ландау — просп. Юбилейный — станция метро «имени Академика Барабашова». Связывает ХТЗ с Салтовкой и с одним из крупнейших рынков города около станции метро «Академика Барабашова» Курсирует во все дни, кроме понедельника до 18.00.
- № 224п. Станция метро «Тракторный завод» — Проспект Архитектора Алёшина — Проспект Александровский — Улица Генерала Момота (туда) / Улица Северина Потоцкого (обратно) — Улица Механизаторов — Улица Довженко[23]. Выполняет функции внутрирайонных перевозок. Основные недостатки маршрута — большие интервалы и использование на маршруте устаревших типов подвижного состава.
- № 261э. Улица Мохначанская — Улица Пятихатская — Улица Плиточная — Проспект Героев Харькова — Улица 12 Апреля — Улица Мира — Проспект Архитектора Алёшина — Проспект Александровский — Проспект Индустриальный — Проспект Героев Харькова — Улица Плиточная — Улица Пятихатская — Улица Мохначанская.[24] Связывает ХТЗ с посёлком Восточным.
- № 262э. Улица Зубарева (дом № 47) — Улица Зубарева — Улица Грицевца (правая сторона) — Улица Луи Пастера — Улица Плиточная — Улица Роганская — Проспект Героев Харькова — Улица 12 Апреля — Проспект Александровский — Проспект Индустриальный — Проспект Героев Харькова — Проспект Архитектора Алёшина — Улица Мира — Станция метро «Индустриальная» — Улица Роганская — Улица Плиточная — Улица Луи Пастера — Улица Грицевца (правая сторона) — Улица Зубарева — Улица Зубарева (дом № 47).[25] Выполняет как функции внутрирайонных перевозок, так и связи ХТЗ с Роганью. Благодаря удачно построенном полукольцу пользуется популярностью у жителей ХТЗ в любое время суток.
- № 280э. Станция метро «Тракторный завод» — Проспект Индустриальный — Улица Луи Пастера — Улица Днестровская — Улица Молодёжная — Улица Луи Пастера — Улица Грицевца (правая сторона) — Улица Зубарева — Улица Зубарева (дом № 47)[26]. Связывает ХТЗ с Роганью. На маршруте работает 1 автобус. Маршрут действует в час-пик.
- № 304э. Переулок Костюринский — Переулок Подольский— Проспект Гагарина — Проспект Героев Сталинграда — Проспект Александровсий — Улица 12 Апреля — Улица Молодёжная — Улица Луи Пастера — Улица Сергея Грицевца — Улица Роганская[27]. Большую часть маршрута дублирует автобусный маршрут № 147э, однако конечные остановки отличаются. В центре конечная у автобуса № 304э находится в переулке Костюринском (в непосредственной близости со станцией метро «Площадь Конституции»), вторая конечная — на Рогани.
- № 4. Социальный автобус.

## Телекоммуникации

### Телефонная связь
По всей территории района доступны услуги стационарной телефонной связи, предоставляемые Харьковским филиалом ОАО «Укртелеком» и ООО "Телекоммуникационная компания «Велтон. Телеком». Также обеспечено устойчивое покрытие всех основных украинских операторов мобильной связи.

### Интернет

#### Локальные сети
Локальные сети — самый популярный вид доступа к Интернету на ХТЗ. Существующее покрытие основных операторов локальных сетей обеспечивают подключение к Интернету практически из любой точки района (исключение составляют лишь частные домовладения). К несомненным плюсам подключения к локальной сети можно отнести очень большой объём бесплатных локальных ресурсов (фильмы, музыка, программное обеспечение и т. п.), распространяемых, как правило, с помощью файлообменных сетей Direct Connect. Большое разнообразие тарифов позволяет пользователю выбрать себе оптимальный вариант в соответствии со своими потребностями.
Ведущие операторы локальных сетей, действующие на ХТЗ:
- Triolan (городская локальная сеть, входит в состав всеукраинской сети);
- Воля (ранее «Притекс», «Дататствит», городская локальная сеть, входит в состав всеукраинской сети).

#### ADSL
Подключение по технологии ADSL доступно по всей территории района. Действуют два основных оператора — «Укртелеком» (торговая марка «ОГО!») и «Велтон. Телеком». Для подключения будущий абонент должен написать заявку на подключение, после чего необходимо приобрести модем ADSL, и выбрать желаемый тарифный план. На сегодняшний день доступны различные скорости: от 256 Кбит/с до 24 Мбит/с (на приём данных). Очень часто проводятся акции, суть которых состоит в символической плате за подключение к Интернету. Единственная затрата в таком случае — это покупка модема.

#### Мобильный интернет
Подключение к Интернету на основе технологий GPRS, EDGE доступно на всей территории района, поскольку зона покрытия данного вида доступа к Интернету в основном совпадает с зоной покрытия мобильных операторов, предоставляющих услуги передачи данных.

### Кабельное телевидение
На сегодняшний день подключение к сетям кабельного телевидения возможно по всей территории ХТЗ. Услуги кабельного телевидения предоставляют две компании:
- ВОЛЯ-Харьков (аналоговое и цифровое телевидение)
- Triolan (аналоговое и цифровое телевидение, IPTV)

## Сфера торговли

### Рынки
- Рынок ХТЗ — самая крупная торговая площадка на ХТЗ, но не единственный рынок в районе. Размещён в квартале, ограниченном ул. Косарева (бывш. Соколова), просп. Индустриальным, просп. Александровским, ул. Бекетова. Ассортимент товаров достаточно традиционен для украинских рынков: пищевые продукты (мясо-молочные продукты, овощи, фрукты, кондитерские изделия, мучные изделия, бакалея, корма для животных), одежда, обувь, хозтовары. В отличие от других районов города, рынок успешно выдерживает конкуренцию с супермаркетами и продуктовыми магазинами. Также в районе имеются два рынка у станции метро им. Масельского и у станции метро Пролетарской (переименована в Индустриальную).

### Супермаркеты
Действуют следующие сети продуктовых магазинов:
- «Класс» (просп. Московский, 295, просп. Архитектора Алёшина, 8)
- «АТБ» (просп. Александровский, 85 и просп. Александровский, 103/41)
- «Велмарт» (просп. Московский, 256Б)
- «Сильпо» (просп. Московский, 256)
- «Посад» (ул. Библика,4а и просп. Архитектора Алёшина 22)
- «Восторг» (просп. Московский, 274В)
- «Эконом+» (ул. Мира, 20)

## Исторические факты
- На карте Харькова РККА 1941 года полностью отсутствует соцгород ХТЗ, как и сам Харьковский тракторный завод. Имеется только имевшийся в 1930 году хутор Лосево с 23 дворами и больница ХТЗ[1].